# Teladoc Health
Teladoc Health, Inc. ist ein US-amerikanisches Unternehmen für Telemedizin und virtuelle Gesundheitsfürsorge mit Sitz in Purchase im Bundesstaat New York. Zu den primären Dienstleistungen gehören Telemedizin, medizinische Gutachten, KI und Analytik sowie lizenzierbare Plattformdienste. Teladoc Health nutzt insbesondere Telefon- und Videokonferenzsoftware sowie mobile Apps, um medizinische Fernbetreuung auf Abruf anzubieten. Zum Unternehmen Teladoc Health gehören verschiedene Marken. Die Dienste von Teladoc Health waren 2019 in über 130 Ländern verfügbar.

## Geschäftsmodell
Teladoc Health unterteilt seine Dienstleistungen in sechs Kategorien: Plattform- und Programmdienste, Beratung und Unterstützung, medizinische Expertendienste, psychische Gesundheitsdienste, Telemedizin und integrierte virtuelle Pflege. Als Softwareunternehmen beschäftigt sich Teladoc Health mit künstlicher Intelligenz, Analytik und "lizenzierbaren Plattformdiensten". Das Unternehmen nutzt in erster Linie Telefon- und Videokonferenzsoftware, um medizinische Versorgung aus der Ferne auf Abruf anzubieten, wobei Patienten sich jederzeit bei dem Dienst anmelden können und innerhalb weniger Minuten mit einem zertifizierten, staatlich zugelassenen Arzt verbunden werden.
Die Ärzte des Unternehmens behandeln unter anderem Nicht-Notfälle wie Grippe, Bindehautentzündung, Infektionen, Nasennebenhöhlenprobleme, psychische Probleme und dermatologische Erkrankungen. Das Unternehmen verfügt über ein Netzwerk von 55.000 Experten, die in 450 medizinischen Subspezialitäten tätig sind. Während Medikamente aus der Ferne verschrieben werden können, verschreiben die Ärzte keine Narkotika oder "Lifestyle"-Mittel wie Viagra und überweisen einige Fälle an Kliniken oder Notaufnahmen.
Teladoc Health arbeitet hauptsächlich mit Versicherern und großen Arbeitgebern zusammen und generiert seine Einnahmen durch eine jährliche oder monatliche Gebühr, die pro Teilnehmer erhoben wird, sowie durch eine Gebühr für individuelle Konsultationen. Einige Unternehmen erlassen oder subventionieren die Konsultationsgebühr für ihre Mitarbeiter. Teladoc Health hat Tausende lizenzierte Ärzte und Krankenschwestern und bietet seine Dienste in verschiedenen Sprachen an.

## Geschichte
Teladoc wurde 2002 in Dallas von G. Byron Brooks und Michael Gorton gegründet. Das anfängliche Geschäftsmodell von Teladoc ermöglichte es Patienten, sich jederzeit aus der Ferne mit staatlich zugelassenen Ärzten zu beraten. Unternehmen zahlten eine monatliche Gebühr für den Zugang ihrer Mitarbeiter zu diesem Dienst, während Patienten eine Pauschalgebühr für jede Konsultation zahlten, ursprünglich etwa 35 bis 40 US-Dollar. Mit Gorton als Chairman und CEO startete Teladoc 2005 landesweit und hatte bis 2007 eine Million Mitglieder gewonnen. Viele Unternehmen schlossen für ihre Mitarbeiter Verträge mit Teladoc Health ab. 2015 erfolgte der Börsengang von Teladoc Health an der New York Stock Exchange.
Sein Wachstum trieb Teladoc Health mit verschiedenen Übernahmen voran. 2015 übernahm das Unternehmen BetterHelp. In seiner damals größten Akquisition kaufte Teladoc 2017 für 440 Millionen Dollar Best Doctors, eine Firma für medizinische Beratung. 2018 wurde Advance Medical übernommen, welches Ärzte in Lateinamerika, Europa und Asien beschäftigte. Im Jahr 2019 wurde das französische Gesundheitsunternehmen MédecinDirect übernommen. Im Januar 2020 gab Teladoc bekannt, dass es eine Vereinbarung zur Zahlung von 600 Millionen US-Dollar für die Übernahme von InTouch Health getroffen hat. Im August desselben Jahres gab das Unternehmen bekannt, dass es Livongo Health für 18,5 Milliarden US-Dollar übernehmen würde.
Im Rahmen der COVID-19-Pandemie erlebte das Unternehmen einen enormen Anstieg der Nachfrage nach seinen telemedizinischen Dienstleistungen. Ende 2020 hatten die Plattformen von Teladoc Health in den Vereinigten Staaten 51,8 Millionen Mitglieder, eine Steigerung von 41 Prozent zum Vorjahr.

## Marken
Folgende Marken gehören zu dem Unternehmen:
- Teladoc
- Advance Medical
- Best Doctors
- BetterHelp
- HealthiestYou
- MédecinDirect